# Zentrum für Telemedizin
Das Zentrum für Telemedizin e.V. (ZTM) mit Sitz in Bad Kissingen ist ein geförderter Verein im Bereich der Telemedizin in Deutschland.

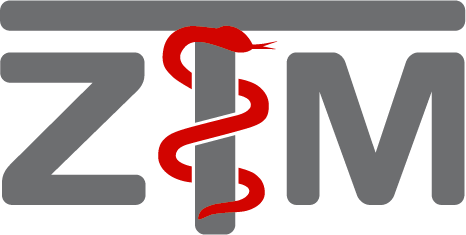
Logo Zentrum für Telemedizin Bad Kissingen

## Geschichte und Struktur
Der Zentrum für Telemedizin e.V. wurde 2010 in Bad Kissingen gegründet. Seit 2012 erfährt der Verein eine jährliche Förderung durch das Bayerische Staatsministerium für Gesundheit, Pflege und Prävention sowie den Landkreis Bad Kissingen. Aktuell verzeichnet der Verein über 70 Mitglieder, bestehend aus Unternehmen im Bereich der Medizintechnik, Kliniken und Privatpersonen. Der Verein beschäftigt 7 Mitarbeiter, darunter den Geschäftsführer Sebastian Dresbach.
Der Verein wurde mit dem Ziel gegründet, Telemedizin in der Modellregion Rhön zu erproben und anschließend in die Regelversorgung zu überführen.

## Aufgaben
Der Verein ist bayernweit tätig und informiert Gesundheitsakteure und Bürger über die Möglichkeiten der Telemedizin. Dadurch soll der Einsatz der Telemedizin in allen Regionen gestärkt werden. Verschiedene Informations- und Aufklärungsformate gehören zu den Aufgaben des ZTM und bieten Möglichkeiten, sich mit den Themen Telemedizin und E-Health auseinanderzusetzen. 

### Symposien und Fachveranstaltungen
Im Rahmen der „ZTM Symposien“ veranstaltet der Zentrum für Telemedizin e.V. regelmäßig Fachveranstaltungen rund um aktuelle Entwicklungen im Bereich der Telemedizin. In diesem Rahmen stellen Referenten anhand konkreter Anwendungsbeispiele die Chancen und Hürden sowie ihre Erfahrungen mit der digitalen Gesundheitsversorgung und der Telematikinfrastruktur vor.
Darüber hinaus veranstaltet der Verein zweimal jährlich das sogenannte „ePA-Forum“ in dem verschiedene Experten aus den Bereichen Technik und Gesundheitswesen zusammenkommen, um den Fachaustausch rund um die elektronische Patientenakte (ePA) zu fördern.

### Showroom und Bürgerformate
Im Showroom des ZTM lassen sich verschiedene telemedizinische Systeme live erleben und werden durch Experten des Vereins vorgeführt. Das Angebot richtet sich an Nachwuchskräfte im Gesundheitswesen wie Schüler aus den Gesundheitsberufen oder Studierende, als auch an sämtliche Leistungserbringer und interessierte Bürger und Vereine. Auch virtuell kann der Showroom jederzeit über die Webseite besichtigt werden.
Darüber hinaus bietet das ZTM regelmäßig Vorträge für Bürger in Zusammenarbeit mit örtlichen Vereinen, Volkshochschulen oder den Landkreisen an.

### E-Learning-Kurse
Mit der „ZTM Akademie“ wurden verschiedene Online-Lernkurse rund um die Themengebiete Telemedizin, E-Health und Telematikinfrastruktur aufgebaut, die kostenfrei zur Verfügung stehen. Das Kursangebot richtet sich an Personen, die im Gesundheits- und Pflegesektor tätig sind, Wissenschaftler, ITler und interessierte Bürger und Patienten. Aktuell umfasst das Angebot 7 Kurse, die allesamt zeitlich flexibel absolviert werden können.

## Projekte
Der Verein hat in den Jahren seines Bestehens die Entwicklung zahlreicher Telemedizin-Projekte vorangetrieben und war selbst als Projektpartner in diesen tätig. Dazu gehören (Auswahl):
- Stroke-Angel/Cardio-Angel: Mit Stroke/ Cardio Angel wurde eine telemedizinische Plattform geschaffen, um Krankenhäuser mit Rettungsdiensten flächendeckend zu vernetzen. Das System bietet die Möglichkeit zur telemedizinischen Voranmeldung durch Übermittlung von medizinischen Daten wie Vitalparameter, speziellen Scores oder Bilder einer Unfallstelle. Die Daten können direkt von der Einsatzstelle an die Klinik versendet werden und führen nachweislich zu einer Prozessoptimierung der Patientenversorgung.
- Trauma Angel: Das Projekt Trauma ANGEL befasste sich mit der telemedizinischen Voranmeldung für Schwerstverletzte. Damit können Patienten mit schweren Einzel- oder Mehrfachverletzungen telemedizinisch vom Rettungsdienst in der Zielklinik vor dem Transport vorangemeldet werden. Diese Vorabinformationen verschaffen dem Patienten möglicherweise einen lebenswichtigen Zeitvorsprung.
- Teleview für Flüchtlinge: Per Videokonferenz schaltet sich ein Arzt in einen Untersuchungsraum in der Flüchtlingsunterkunft. Während er über Monitor mit dem zu behandelnden Flüchtling spricht, kann ein weiter Mitarbeiter Hilfestellungen geben und Behandlungsempfehlungen aufnehmen.[6]

### Entwickelte Produkte
- NIDAklinik: Ein System zur telemedizinischen Voranmeldung von Patienten aus dem Rettungsdienst, das in über 500 Kliniken bundesweit im Einsatz ist.
- Copilot: Ein digitales Pflegeassistenzsystem, das in etwa 1150 Wohnungen im gesamten Bundesgebiet für Sicherheit und Komfort im Betreuten Wohnen sorgt.
- Curafida: Eine E-Health-Plattform, die in über 100 Einrichtungen bundesweit den medizinischen und therapeutischen Alltag unterstützt.
- MIA: Ein System für telemedizinisch unterstützte Hausbesuche, das in etwa 60 Gesundheitseinrichtungen genutzt wird.
- Buddy: Ein spezialisierbarer KI-Chatbot für medizinische und gesundheitliche Anwendung zur Unterstützung von Patienten, Fachkräften und Organisationen.
- MS bewegt: Gemeinsam mit einer Krankenkasse und der Aktion Multiple Sklerose Erkrankter (AMSEL) ins Leben gerufen, um die Bewegungsfähigkeit von MS-Patienten durch digitale Lösungen zu verbessern.[7]

## Förderungen und Auszeichnungen
Seit 2017 wird das ZTM institutionell vom Freistaat Bayern gefördert.
Für seine Projekte „Teleview für Flüchtlinge“ erhielt der Zentrum für Telemedizin e.V. im Jahr 2016 den Telemedizinpreis der Deutschen Gesellschaft für Telemedizin (DG Telemed). Ebenso wurde das ZTM im Jahr 2012 mit dem Karl-Storz-Telemedizinpreis für das „Stroke Angel“ Projekt ausgezeichnet.